# Lebes

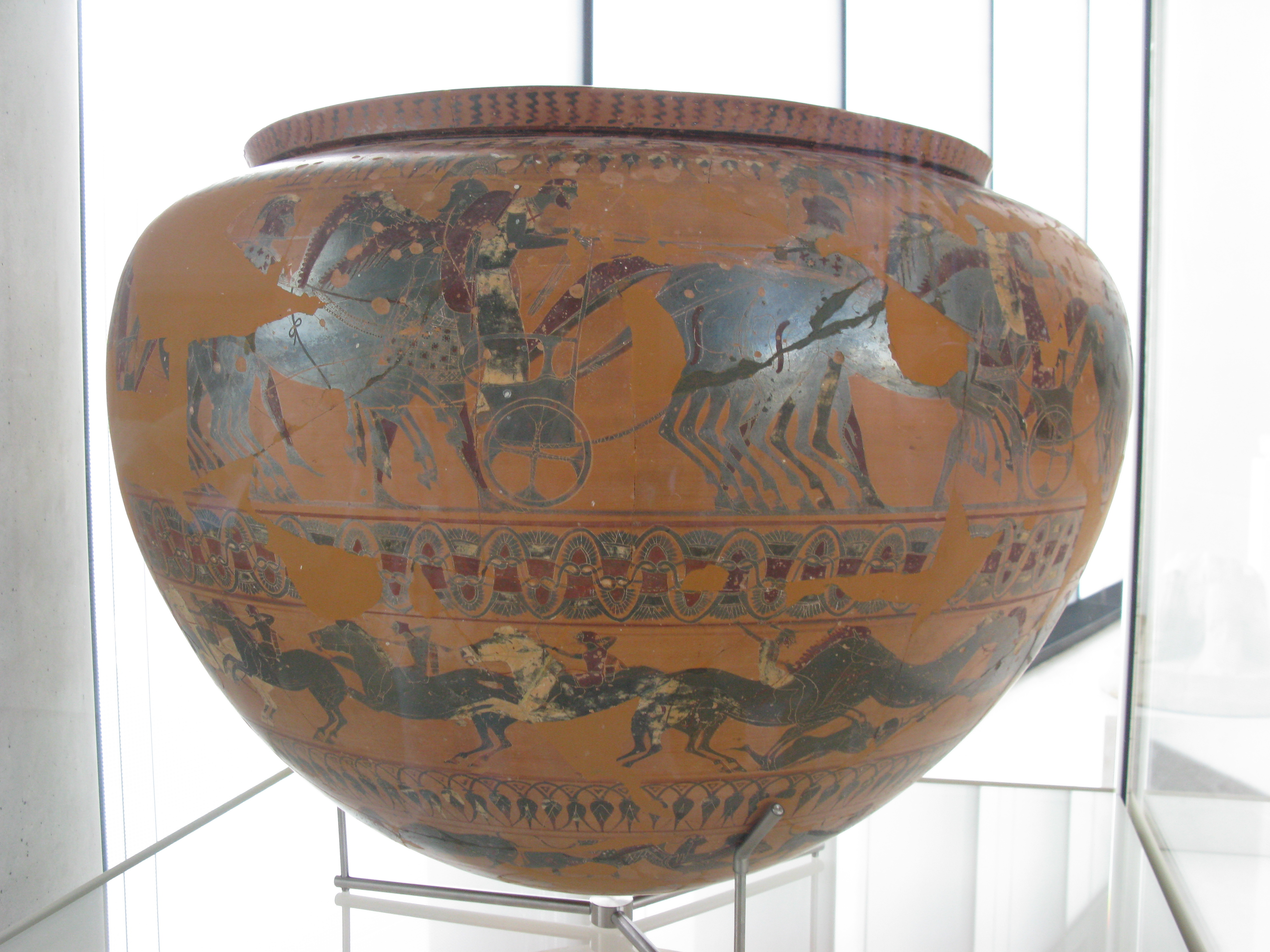

De lebes was oorspronkelijk een diepe kom met een afgeronde bodem in het oude Griekenland: het moest worden ondersteund om recht te blijven staan. In de klassieke periode werd er een voet aan toegevoegd, en het werd meestal gebruikt als mengkom om voedsel in te bereiden. Men zou het woord misschien kunnen vertalen als ketel. Een metalen (bv. bronzen) lebes was soms de prijs bij Panhelleense Spelen.